# Nichtabbildende Optik
Die Nichtabbildende Optik, auch Beleuchtungsoptik, beschäftigt sich mit der Optimierung der Lichtleitung zwischen einer Quelle und einem Ziel. Die Art der Ausleuchtung des Ziels ist das vorwiegende Interesse dieses Fachgebietes der Optik. Im Gegensatz zur Abbildenden Optik geht es nicht um die Erzeugung eines Abbildes der Quelle. Von demselben Punkt in der Objektebene ausgehende Strahlen können auf verschiedene Punkten der Zielfläche, die hier nicht im eigentlichen Sinne eine Bildebene ist, treffen, solange sie innerhalb eines wohldefinierten Bereichs liegen. Nur mit dieser Bedingung ist es möglich, die theoretisch maximale Konzentration von Strahlung zu erreichen, welcher allein durch die Erhaltung des Étendues beschränkt ist. Aber nicht nur der Grad der Konzentration, auch die möglichst gleichmäßige Ausleuchtung der Zielfläche kann ein Ziel der Formgebung des Reflektors oder des strahlungsbrechenden Mediums sein.

## Geschichte
Seit Beginn der 1960er Jahre kam die Idee zur Verwendung nichtabbildender Optiken für die Strahlungskonzentration auf. Aufgrund von Berechnungen wurde festgestellt, dass es nur mit diesen Optiken möglich ist, unter Vernachlässigung der Störgrößen, zweidimensionale Konzentratorformen zu bauen, mit denen die theoretisch mögliche maximale Konzentration einer Strahlung erreicht werden kann. Erstmals eingesetzt wurde ein aus zwei Kurvenformen zusammengesetzter Konzentrator, der sogenannte Compound-Parabolic-Concentrator (CPC) zur Konzentration von Tscherenkow-Licht auf einen Sensor.

## Heutiger Einsatz
Heute werden nichtabbildende Optiken in vielen Bereichen eingesetzt. Beispielsweise werden Reflektoren für Büroleuchten und Kraftfahrzeugscheinwerfer, aber auch Reflektoren für die Empfänger von Solarwärmekraftwerken oder Reflektoren und Linsen für Solarzellen mit Hilfe dieses Fachgebietes der Optik entworfen. Eingesetzt werden auch Bauformen, in denen sowohl die Strahlungsbrechung als auch die Reflexion so kombiniert werden, dass Strahlen, die in einem bestimmten Winkel in ein Objekt eindringen, dieses in der Folge nicht mehr verlassen können.